# SheBelieves Cup
Der SheBelieves Cup ist ein Einladungsturnier für Frauen-Fußballnationalmannschaften, zu dem der US-Fußballverband erstmals 2016 die Mannschaften aus Deutschland, England und Frankreich eingeladen hatte. Diese Mannschaften nahmen auch 2017 und 2018 teil. Da Deutschland und Frankreich sich 2019 in Europa auf die WM vorbereiteten, wogegen England erneut teilnahm, wurden für die Ausgabe 2019 Brasilien und Japan eingeladen. Das Turnier fand 2016 bis 2020 und 2022 zeitgleich zum Algarve-Cup, dem bis 2015 wichtigsten Einladungsturnier im internationalen Frauenfußball, dem Zypern-Cup und dem Istrien-Cup (2016 und 2017) statt. 2020, 2022 und 2023 fand zudem parallel das Tournoi de France statt, an dem immer Frankreich und zweimal Brasilien teilnahmen, 2022 und 2023 der Arnold Clark Cup in England. 2024 fand das Turnier parallel zu den ersten beiden Spieltagen der der Qualifikation für die EM 2025 statt, so dass keine europäische Mannschaft wie bei früheren Austragungen teilnehmen konnte. Zudem wurde erstmals im April gespielt, da im Februar und März der CONCACAF W Gold Cup  stattfand. Wurde bis einschließlich 2023 im Jeder-gegen-jeden-Modus gespielt, gab es 2024 Halbfinal- und Platzierungsspiele, wobei drei der vier Spiele im Elfmeterschießen entschieden wurden.

## Die Turniere im Überblick
| Jahr         | Sieger     | 2. Platz    | 3. Platz   | 4. Platz    |
| ------------ | ---------- | ----------- | ---------- | ----------- |
| 2016 Details | USA        | Deutschland | England    | Frankreich  |
| 2017 Details | Frankreich | Deutschland | England    | USA         |
| 2018 Details | USA        | England     | Frankreich | Deutschland |
| 2019 Details | England    | USA         | Japan      | Brasilien   |
| 2020 Details | USA        | Spanien     | England    | Japan       |
| 2021 Details | USA        | Brasilien   | Kanada     | Argentinien |
| 2022 Details | USA        | Island      | Tschechien | Neuseeland  |
| 2023 Details | USA        | Japan       | Brasilien  | Kanada      |
| 2024 Details | USA        | Kanada      | Brasilien  | Japan       |
| 2025 Details | Japan      | USA         | Kolumbien  | Australien  |

## Gesamttabelle
| Rang | Mannschaft  | Teil- nahmen | Spiele | Siege | Unent- schieden 1 | Nieder- lagen | Tore | Gegen- tore | Tor- differenz | Punkte |
| ---- | ----------- | ------------ | ------ | ----- | ----------------- | ------------- | ---- | ----------- | -------------- | ------ |
| 1    | USA         | 10           | 29     | 21    | 5                 | 3             | 52   | 18          | +34            | 68     |
| 2    | England     | 5            | 15     | 5     | 3                 | 7             | 17   | 16          | +1             | 18     |
| 3    | Japan       | 5            | 14     | 5     | 2                 | 7             | 22   | 20          | +2             | 17     |
| 4    | Frankreich  | 3            | 9      | 3     | 3                 | 3             | 10   | 8           | +2             | 12     |
| 5    | Brasilien   | 4            | 11     | 3     | 2                 | 6             | 12   | 15          | −3             | 11     |
| 6    | Deutschland | 3            | 9      | 3     | 2                 | 4             | 7    | 10          | −3             | 11     |
| 7    | Kanada      | 3            | 8      | 2     | 2                 | 4             | 6    | 11          | −5             | 8      |
| 8    | Spanien     | 1            | 3      | 2     | 0                 | 1             | 4    | 2           | +2             | 6      |
| 9    | Island      | 1            | 3      | 2     | 0                 | 1             | 3    | 6           | −3             | 6      |
| 10   | Kolumbien   | 1            | 3      | 1     | 0                 | 2             | 3    | 7           | −4             | 3      |
| 11   | Tschechien  | 1            | 3      | 0     | 2                 | 1             | 1    | 2           | −1             | 2      |
| 12   | Neuseeland  | 1            | 3      | 0     | 1                 | 2             | 0    | 6           | −6             | 1      |
| 13   | Australien  | 1            | 3      | 0     | 0                 | 3             | 2    | 8           | −6             | 0      |
| 14   | Argentinien | 1            | 3      | 0     | 0                 | 3             | 1    | 11          | −10            | 0      |